# Luca Bellotti
Luca Bellotti (Trecenta, 23 ottobre 1957) è un politico italiano.

## Biografia
Imprenditore, è stato presidente provinciale di Alleanza Nazionale a Rovigo e componente della direzione nazionale. Eletto consigliere regionale del Veneto nel 1995, assunse l'incarico di segretario dell'ufficio di Presidenza.
Nel 1996 si è candidato alla Camera nel collegio di Rovigo: sostenuto dal centrodestra, ottenne il 37,1% dei voti e fu sconfitto dal rappresentante dell'Ulivo Gabriele Frigato.
Successivamente nel 1999 gli venne affidato l'incarico di assessore regionale con delega al personale ed agli affari legali.
Nel 2000 rientra in Regione Veneto con l'incarico di assessore al bilancio, delega che lascerà nel 2001 perché eletto alla Camera dei deputati, elezioni politiche del 2001, nel collegio maggioritario di Rovigo, in rappresentanza della coalizione di centrodestra. Rieletto alla Camera nel 2006, era capogruppo di Alleanza Nazionale nella Commissione Agricoltura.
Nel 2008 è eletto alla Camera nel Popolo della Libertà. Durante la XVI Legislatura esce dal partito guidato da Silvio Berlusconi per poi aderire, nel luglio 2010, a Futuro e Libertà per l'Italia. Il 9 settembre 2010 rassegna le dimissioni da Vice Coordinatore provinciale del Popolo della Libertà a Rovigo. Il 19 febbraio 2011 lascia sia il gruppo parlamentare di Futuro e Libertà sia il partito di Gianfranco Fini per ritornare nel Popolo della Libertà..
Il 5 maggio 2011 viene nominato sottosegretario di Stato al Ministero del lavoro e delle politiche sociali del Governo Berlusconi IV. Rimane in carica fino alle dimissioni del governo, nel novembre successivo.
Conclude il proprio mandato parlamentare nel 2013.